# Serie Latinoamericana 2019
La Serie Latinoamericana 2019 fue la séptima edición de la Serie Latinoamericana, evento deportivo de béisbol disputado por los equipos campeones de las ligas invernales profesionales que conforman la Asociación Latinoamericana de Béisbol Profesional (ALBP): Argentina (LAB), Colombia (LCBP), Curazao (CWL), México (LIV), Nicaragua (LBPN) y Panamá (LPBP). Como principal novedad, el torneo pasó de tener 4 equipos a 6 en total.

## Novedades
La principal novedad fue la expansión del torneo de 4 a 6 participantes, con el regreso de Colombia luego de ausentarse en la última edición y el debut de Argentina, reiterando la participación de Curazao por segunda vez además de Nicaragua, Panamá y México que participan desde la primera edición.
Los rosters estuvieron conformados por 15 jugadores nacionales y 10 extranjeros debido a que se disputaron las eliminatorias a los Juegos Panamericanos de 2019 Lima, Perú. Motivo por el cual equipos como Colombia, Nicaragua y Panamá participaron sin algunas de sus figuras pues estuvieron con sus selecciones nacionales.
St. María Pirates campeones de la Curazao Winter League (CWL), desistió de su participación por lo que el subcampeón de la Liga Invernal Veracruzana (LIV) ocupó su lugar en el calendario, Chileros de Xalapa se oficializó como México 2, mientras Tobis de Acayucan se mantuvo como México 1.

## Sedes
Cuatro ciudades del estado Veracruz de Ignacio de la Llave albergaron el torneo.
- Veracruz: Parque Deportivo Universitario "Beto Ávila"
- Córdoba: Estadio "Beisborama"
- Xalapa: Parque Deportivo Colón
- Acayucan: Estadio Luis Díaz Flores "La Arrocera"

## Participantes
| Liga                                   | Equipo                   | Mánager             | Clasificación      |
| -------------------------------------- | ------------------------ | ------------------- | ------------------ |
| Liga Argentina de Béisbol              | Falcons de Córdoba       | Darío Martín        | Campeón 2018       |
| Liga Colombiana de Béisbol Profesional | Caimanes de Barranquilla | Normando Linero     | Campeón 2018/19    |
| Liga Invernal Veracruzana              | Tobis de Acayucan        | Félix Tejeda        | Campeón 2018/19    |
| Liga Invernal Veracruzana              | Chileros de Xalapa       | Pedro Meré Cárdenas | Subcampeón 2018/19 |
| Liga de Béisbol Profesional Nacional   | Leones de León           | Sandor Guido        | Campeón 2018/19    |
| Liga Profesional de Béisbol de Panamá  | Toros de Herrera         | Manuel Rodríguez    | Campeón 2018/19    |

### Equipos retirados
Debido a situaciones económicas el equipo clasificado por parte de Curazao, que habría participado por segunda vez, decidieron no participar en esta edición. Siendo el cupo reemplazado por el subcampeón de la Liga Invernal Veracruzana siendo sede del torneo.
| Liga                  | Equipo             | Mánager          | Clasificación |
| --------------------- | ------------------ | ---------------- | ------------- |
| Curaçao Winter League | Sta. María Pirates | Ramiro Balentina | Campeón 2018  |

## Fase regular
Disputada del 26 al 30 de enero.

### Posiciones
| Pos | Equipo                   | JJ | JG | JP | AVG.  | Dif |
| --- | ------------------------ | -- | -- | -- | ----- | --- |
| 1.  | Leones de León           | 5  | 5  | 0  | 1.000 | —   |
| 2.  | Chileros de Xalapa       | 5  | 3  | 2  | 0.600 | 2   |
| 3.  | Tobis de Acayucan        | 5  | 2  | 3  | 0.400 | 3   |
| 3.  | Toros de Herrera         | 5  | 2  | 3  | 0.400 | 3   |
| 3.  | Falcons de Córdoba       | 5  | 2  | 3  | 0.400 | 3   |
| 6.  | Caimanes de Barranquilla | 5  | 1  | 4  | 0.200 | 4   |

Nota: Para definir el tercer, cuarto y quinto lugar cuando tres equipos están empatados, las reglas del torneo definen que el anfitrión tiene la ventaja en estos casos, restando un desempate entre Argentina y Panamá la clasificación a la semifinal la obtuvo el ganador del juego directo durante el torneo entre los implicados siendo Panamá el vencedor.
|  | Clasificados al Semifinal. |
|  | Eliminado.                 |

### Jornada 1
El horario de los juegos corresponde al huso horario (UTC-6)
Juego 1
| Equipo             | 1 | 2 | 3 | 4 | 5 | 6 | 7 | 8 | 9 | 10 | C | H | E |
| ------------------ | - | - | - | - | - | - | - | - | - | -- | - | - | - |
| Toros de Herrera   | 1 | 0 | 0 | 0 | 0 | 0 | 0 | 3 | 0 | 0  | 4 | 9 | 3 |
| Chileros de Xalapa | 0 | 0 | 0 | 0 | 0 | 3 | 0 | 1 | 0 | 2  | 6 | 8 | 0 |

LG: Jose Almarante (1-0);  LP: Alvin Herrera (0-1)  
HRs:  TOR – Isaias Velasquez (1);  CHI – Rigoberto Armenta (1)
Juego 2
| Equipo                   | 1 | 2 | 3 | 4 | 5 | 6 | 7 | 8 | 9 | C | H | E |
| ------------------------ | - | - | - | - | - | - | - | - | - | - | - | - |
| Leones de León           | 1 | 0 | 0 | 0 | 2 | 0 | 0 | 2 | 0 | 5 | 9 | 0 |
| Caimanes de Barranquilla | 0 | 0 | 0 | 0 | 0 | 0 | 0 | 0 | 0 | 0 | 6 | 0 |

LG: Julio Mateo (1-0);  LP: Julio Vivas (0-1)  

Juego 3
| Equipo             | 1 | 2 | 3 | 4 | 5 | 6 | 7 | 8 | 9 | 10 | C | H | E |
| ------------------ | - | - | - | - | - | - | - | - | - | -- | - | - | - |
| Falcons de Córdoba | 0 | 0 | 0 | 0 | 0 | 0 | 0 | 0 | 0 | 1  | 1 | 3 | 2 |
| Tobis de Acayucan  | 0 | 0 | 0 | 0 | 0 | 0 | 0 | 0 | 0 | 0  | 0 | 4 | 1 |

LG: Yoimar Camacho (1-0);  LP: Esmerling De La Cruz (0-1)  

### Jornada 2
El horario de los juegos corresponde al huso horario (UTC-6)
Juego 4
| Equipo             | 1 | 2 | 3 | 4 | 5 | 6 | 7 | 8 | 9 | C | H | E |
| ------------------ | - | - | - | - | - | - | - | - | - | - | - | - |
| Toros de Herrera   | 0 | 0 | 0 | 4 | 1 | 2 | 0 | 0 | 0 | 7 | 9 | 0 |
| Falcons de Córdoba | 0 | 0 | 0 | 0 | 1 | 0 | 0 | 0 | 0 | 1 | 9 | 2 |

LG: Abiel Velasquez (1-0) ;  LP: Ely Iztudiaga (0-1) ;  

Juego 5
| Equipo             | 1 | 2 | 3 | 4 | 5 | 6 | 7 | 8 | 9 | C | H  | E |
| ------------------ | - | - | - | - | - | - | - | - | - | - | -- | - |
| Chileros de Xalapa | 1 | 0 | 0 | 0 | 1 | 0 | 0 | 0 | 3 | 5 | 7  | 3 |
| Leones de León     | 0 | 0 | 1 | 0 | 0 | 3 | 1 | 1 | X | 6 | 10 | 0 |

LG: ;  LP: ;  

Juego 6
| Equipo                   | 1 | 2 | 3 | 4 | 5 | 6 | 7 | 8 | 9 | C | H | E |
| ------------------------ | - | - | - | - | - | - | - | - | - | - | - | - |
| Caimanes de Barranquilla | 1 | 0 | 0 | 0 | 0 | 0 | 0 | 0 | 0 | 1 | 7 | 4 |
| Tobis de Acayucan        | 2 | 1 | 2 | 0 | 1 | 0 | 0 | 0 | X | 6 | 8 | 0 |

LG: Jorge Quiñones (1-0);  LP: Yorfrak López (0-1);  
HRs:  CAI – Ángel Reyes (1);  TOB – Ángel Rivera (1)

### Jornada 3
El horario de los juegos corresponde al huso horario (UTC-6)
Juego 7
| Equipo           | 1 | 2 | 3 | 4 | 5 | 6 | 7 | 8 | 9 | C | H  | E |
| ---------------- | - | - | - | - | - | - | - | - | - | - | -- | - |
| Toros de Herrera | 0 | 0 | 0 | 0 | 0 | 0 | 0 | 0 | 3 | 3 | 5  | 2 |
| Leones de León   | 1 | 0 | 0 | 0 | 0 | 1 | 1 | 2 | 0 | 5 | 13 | 0 |

LG: Raul Ruiz (1);  LP: Rafael Rodríguez (1)  
HRs:  TOR – Jonathan Rivera (1), Manuel Rodríguez (1)
Juego 8
| Equipo                   | 1 | 2 | 3 | 4 | 5 | 6 | 7 | 8 | 9 | C | H | E |
| ------------------------ | - | - | - | - | - | - | - | - | - | - | - | - |
| Falcons de Córdoba       | 0 | 4 | 0 | 0 | 0 | 0 | 0 | 0 | 0 | 4 | 6 | 1 |
| Caimanes de Barranquilla | 2 | 0 | 0 | 0 | 0 | 0 | 0 | 1 | 2 | 5 | 8 | 0 |

LG: Juan Parra (1-0) ;  LP: Victor Larez (0-1)  
HRs:  FAL – Omar Prieto (1);  CAI – Alejandro Villalobos (1), Jonathan Galvez (1)
Juego 9
| Equipo             | 1 | 2 | 3 | 4 | 5 | 6 | 7 | 8 | 9 | 10 | C | H  | E |
| ------------------ | - | - | - | - | - | - | - | - | - | -- | - | -- | - |
| Chileros de Xalapa | 2 | 0 | 0 | 0 | 0 | 0 | 1 | 0 | 0 | 1  | 4 | 10 | 0 |
| Tobis de Acayucan  | 0 | 0 | 0 | 1 | 0 | 0 | 1 | 1 | 0 | 0  | 3 | 7  | 2 |

LG: Heriberto Sánchez (1-0);  LP: Adrian Ramirez (0-1)  SV: Juan Telez (1)  
HRs:  TOB – Eliseo Aldazaba (1)

### Jornada 4
El horario de los juegos corresponde al huso horario (UTC-6)
Juego 10
| Equipo                   | 1 | 2 | 3 | 4 | 5 | 6 | 7 | 8 | 9 | C  | H | E |
| ------------------------ | - | - | - | - | - | - | - | - | - | -- | - | - |
| Caimanes de Barranquilla | 0 | 0 | 0 | 1 | 2 | 2 | 6 | 0 | 0 | 11 | 0 | 0 |
| Chileros de Xalapa       | 0 | 0 | 3 | 5 | 0 | 1 | 1 | 2 | X | 12 | 0 | 0 |

LG: Cristian Araujo (1-0);  LP: Jesus Parra (0-1)  SV: Juan Téllez  
HRs:  CAI – Gerson Jiménez (1);
Juego 11 (Continuado el 30 de enero)
| Equipo             | 1 | 2 | 3 | 4 | 5 | 6 | 7 | 8 | 9 | C | H  | E |
| ------------------ | - | - | - | - | - | - | - | - | - | - | -- | - |
| Leones de León     | 0 | 4 | 0 | 0 | 0 | 0 | 0 | 0 | 2 | 6 | 10 | 0 |
| Falcons de Córdoba | 0 | 0 | 0 | 0 | 0 | 0 | 0 | 0 | 1 | 1 | 2  | 1 |

LG: Esteban Pérez (1-0);  LP: Jefry Santiago (0-1);  
HRs:  LEO – Adrian Moreno (1)
Juego 12
| Equipo            | 1 | 2 | 3 | 4 | 5 | 6 | 7 | 8 | 9 | C | H | E |
| ----------------- | - | - | - | - | - | - | - | - | - | - | - | - |
| Toros de Herrera  | 0 | 0 | 0 | 0 | 0 | 0 | 0 | 0 | 0 | 0 | 5 | 1 |
| Tobis de Acayucan | 1 | 0 | 0 | 2 | 1 | 0 | 0 | 0 | X | 4 | 7 | 1 |

LG: Salvador Valdez (1-0);  LP: Angel Cabrera (0-1)  
HRs:  TOB – Eduardo Arredondo (1)

### Jornada 5
El horario de los juegos corresponde al huso horario (UTC-6)
Juego 13
| Equipo                   | 1 | 2 | 3 | 4 | 5 | 6 | 7 | 8 | 9 | C | H | E |
| ------------------------ | - | - | - | - | - | - | - | - | - | - | - | - |
| Caimanes de Barranquilla | 0 | 0 | 0 | 1 | 0 | 0 | 0 | 0 | 0 | 1 | 3 | 2 |
| Toros de Herrera         | 1 | 0 | 0 | 0 | 0 | 0 | 2 | 0 | 0 | 3 | 7 | 1 |

LG: Jesus Yépez (1-0);  LP: Julio Vivas (0-1);  SV: Alvin Herrera (1)  

Juego 14
| Equipo             | 1 | 2 | 3 | 4 | 5 | 6 | 7 | 8 | 9 | C | H  | E |
| ------------------ | - | - | - | - | - | - | - | - | - | - | -- | - |
| Chileros de Xalapa | 0 | 0 | 0 | 0 | 0 | 0 | 0 | 0 | 0 | 0 | 6  | 1 |
| Falcons de Córdoba | 1 | 0 | 5 | 1 | 2 | 0 | 0 | 0 | X | 9 | 10 | 0 |

LG: Yoimer Camacho (1-0);  LP: Alejandro Morales (0-1)  

Juego 15
| Equipo            | 1 | 2 | 3 | 4 | 5 | 6 | 7 | 8 | 9 | C | H  | E |
| ----------------- | - | - | - | - | - | - | - | - | - | - | -- | - |
| Leones de León    | 1 | 0 | 3 | 1 | 2 | 0 | 0 | X | X | 7 | 11 | 0 |
| Tobis de Acayucan | 0 | 0 | 0 | 4 | 0 | 1 | 0 | X | X | 5 | 6  | 0 |

LG: Elias Gutiérrez (1-0);  LP: Rene Coss (0-1);  
HRs:  LEO – Enmanuel Meza (1)

## Semifinal

### Juego 16
| Equipo           | 1 | 2 | 3 | 4 | 5 | 6 | 7 | 8 | 9 | C | H | E |
| ---------------- | - | - | - | - | - | - | - | - | - | - | - | - |
| Toros de Herrera | 0 | 0 | 0 | 0 | 1 | 1 | 2 | 0 | 0 | 4 | 7 | 0 |
| Leones de León   | 0 | 4 | 0 | 0 | 0 | 0 | 0 | 0 | 1 | 5 | 8 | 3 |

LG: Manuel Soliman (1-0);  LP: Anthony Herrera (0-1);  

### Juego 17
| Equipo             | 1 | 2 | 3 | 4 | 5 | 6 | 7 | 8 | 9 | C | H | E |
| ------------------ | - | - | - | - | - | - | - | - | - | - | - | - |
| Chileros de Xalapa | 0 | 0 | 0 | 0 | 0 | 0 | 0 | 0 | 0 | 0 | 5 | 1 |
| Tobis de Acayucan  | 0 | 0 | 0 | 0 | 1 | 1 | 1 | 0 | X | 3 | 6 | 1 |

LG: Edgard Gonzalezz (1-0);  LP: Jonathan Vargas (0-1);  SV: Esmerling de la Rosa (1)  
HRs:  CHI – Eliseo Aldazaba (1)

## Final

### Juego 18
| Equipo            | 1 | 2 | 3 | 4 | 5 | 6 | 7 | 8 | 9 | 10 | 11 | C | H | E |
| ----------------- | - | - | - | - | - | - | - | - | - | -- | -- | - | - | - |
| Leones de León    | 0 | 1 | 0 | 0 | 0 | 0 | 0 | 0 | 0 | 0  | 2  | 3 | 0 | 0 |
| Tobis de Acayucan | 1 | 0 | 0 | 0 | 0 | 0 | 0 | 0 | 0 | 0  | 0  | 1 | 0 | 0 |

LG: ;  LP: ;  